# Winfield Scott Stratton
Winfield Scott Stratton (22 juillet 1848 – 14 septembre 1902) était un prospecteur, capitaliste, et philanthrope américain. Il a découvert la Mine d'or d'Independence près de Victor, dans le Colorado, le 4 juillet 1891 puis est devenu le premier millionnaire du district de Cripple Creek en 1894.

## Biographie
Né à Jeffersonville, Indiana, Stratton est issu de la famille Stratton de la région de Windsor.
À la mort de sa belle-mère, sa femme a prétendu que Stratton a utilisé son héritage pour ses activités de prospection. Stratton a déclaré qu'il n'était pas responsable de la grossesse de son épouse. Il partit à la suite de cet épisode pour la Ruée vers l'or de Pikes Peak puis participa au Boum des mines d'argent du Colorado, mais dans un premier temps sans succès. Il est arrivé dans la zone de Colorado Springs, Colorado en 1868 et a travaillé comme charpentier.
Stratton a fait sa grande découverte d'argent le 4 juillet 1891, à proximité de la ville de Victor, dans le Colorado, la Mine d'or d'Independence. Non seulement Stratton était riche, mais il était généreux. Après le grand incendie de Cripple Creek de 1896, il payé pour la nourriture et donné un abri pour les milliers de personnes laissées sans abri par le feu. Il a fait un chèque de 5 000 dollars à “Crazy Bob” Womack, le prospecteur qui, le premier, a découvert de l'or dans la région. Cependant, il se fatiguait d'avoir des gens qui le harcèlent pour de l'argent, et il est devenu solitaire et excentrique.
En 1900, Stratton vendu sa Mine à une entreprise de Londres pour la somme de 10 millions de dollars, qui a vendu des actions à la bourse de Londres. Les réserves de minerai se sont révélées moindre qu'on ne le pensait à la fin de 1900, et le prix de l'action s'est effondré. Venture Corporation, plus tard, a poursuivi Stratton, en affirmant que la mine avait été salée, cependant la compagnie perd le procès.

## Héritage
Lorsque Winfield Scott Stratton est décédé le 14 septembre 1902, il a légué la majeure partie de sa succession à une Maison, pour "les personnes âgées pauvres et les enfants à charge", du nom de son père Myron Stratton.. Ce legs n'était pas populaire auprès des héritiers et ayants droit. Après un long litige avec beaucoup de gens, y compris son fils Isaac Harris Stratton et treize femmes qui ont déclaré avoir été secrètement marié à Stratton, seulement une part de l'héritage été enfin disponible pour ce don, mais la maison pour "les personnes âgées pauvres et les enfants à charge" a été établie avec succès en 1913.
Stratton a effectué un autre legs à un système de trolley pour la connexion entre Colorado Springs et Manitou Springs, mais aussi pour le terrain de l'hôtel de Ville de Colorado Springs ou encore pour une ligne de chemin de fer.
Une statue en bronze de Stratton se dresse dans le centre-ville de Colorado Springs. Il a été intronisé au panthéon de la National Mining Hall of Fame.